# أبو منشار
أَبُو مِنْشَارٍ أو الكَوْسَجُ (الاسم العلمي pristis)، جنس أسماك بحرية بيوض ولود من رتبة الأشلاق. جسمه وشعي الشكل يطول من 3 إلى 5 أمتار. مقدم رأسه مسلح بمنشار عظمي التركيب طوله نحو 125 سم. زعانفه الصدرية بعيدة عن رأسه. ثوبه إلى الصهبة السمراء يزداد دكانة مع اقترابه من ثبج الظهر ويغبر ويبيض عند البطن. وهو من الاسماك المفترسة الشرسة المخيفة. ويضم أربع أنواع حية (منها،أبومنشار المتوسط وأبو منشار المحيط)، وعشرون نوع منقرض.